# Lista episoadelor din Kirby: Right Back at Ya!
Lista episoadelor din Kirby: Right Back at Ya!.
| Nr. | Titlu                           |
| --- | ------------------------------- |
| 1   | Kirby Comes to Cappy Town       |
| 2   | A Blockbuster Battle            |
| 3   | Kirby's Duel Role               |
| 4   | Dark and Stormy Knight          |
| 5   | Beware: Whispy Woods            |
| 6   | Un-Reality TV                   |
| 7   | Kirby's Egg-cellent Adventure   |
| 8   | Curio's Curious Discovery       |
| 9   | The Fofa Factor                 |
| 10  | Hail to the Chief               |
| 11  | The Big Taste Test              |
| 12  | Escargoon Squad                 |
| 13  | Cappy New Year                  |
| 14  | The Pillow Case                 |
| 15  | Kirby's Pet Peeve               |
| 16  | A Fish Called Kine              |
| 17  | The Thing About the Ring        |
| 18  | Flower Power                    |
| 19  | Here Comes the Son              |
| 20  | Dedede's Snow Job               |
| 21  | A Princess in Dis-dress         |
| 22  | Island of the Lost Warrior      |
| 23  | The Empty Nest Mess             |
| 24  | Ninja Binge                     |
| 25  | Like Mother, Like Snail         |
| 26  | Sword and Blade, Loyal and True |
| 27  | The Flower Plot                 |
| 28  | Labor Daze                      |
| 29  | A Spice Odyssey                 |
| 30  | Hatch Me if You Can             |
| 31  | Abusement Park                  |
| 32  | A Dental Dilemma                |
| 33  | Junk Jam                        |
| 34  | A Recipe for Disaster           |
| 35  | The Kirby Derby, Part 1         |
| 36  | The Kirby Derby, Part 2         |
| 37  | Watermelon Felon                |
| 38  | A Novel Approach                |
| 39  | Escar-gone                      |
| 40  | Monster Management              |
| 41  | Prediction Predicament, Part 1  |
| 42  | Prediction Predicament, Part 2  |
| 43  | Sheepwrecked                    |
| 44  | War of the Woods                |
| 45  | Scare Tactics, Part 1           |
| 46  | Scare Tactics, Part 2           |
| 47  | Pink-Collar Blues               |
| 48  | Tourist Trap                    |
| 49  | Cartoon Buffoon                 |
| 50  | Don't Bank on It                |
| 51  | Kirby Takes The Cake            |
| 52  | Snack Attack, Part 1            |
| 53  | Snack Attack, Part 2            |
| 54  | One Crazy Knight                |
| 55  | Sweet & Sour Puss               |
| 56  | Dedede's Pet Threat             |
| 57  | A Half-Baked Battle             |
| 58  | eNeMe Elementary                |
| 59  | The Meal Moocher                |
| 60  | Crusade for the Blade           |
| 61  | Fitness Fiend                   |
| 62  | Mabel Turns The Tables          |
| 63  | Something To Sneeze At          |
| 64  | The Kirby Quiz                  |
| 65  | Masher 2.0                      |
| 66  | The Chill Factor                |
| 67  | The School Scam                 |
| 68  | Delivery Dilemma                |
| 69  | Trick or Trek                   |
| 70  | Buccaneer Birdy                 |
| 71  | A Whale of a Tale               |
| 72  | Waddle While You Work           |
| 73  | Dedede's Raw Deal               |
| 74  | Caterpillar Thriller            |
| 75  | Fossil Fools, Part 1            |
| 76  | Fossil Fools, Part 2            |
| 77  | Dedede's Monsterpiece           |
| 78  | Right-hand Robot                |
| 79  | Goin' Bonkers                   |
| 80  | Power Ploy                      |
| 81  | A Trashy Tale                   |
| 82  | Cooking Up Trouble              |
| 83  | Teacher's Threat                |
| 84  | Mumbies Madness                 |
| 85  | A Sunsational Puzzle            |
| 86  | A Chow Challenge                |
| 87  | Waste Management                |
| 88  | Shell-Shocked                   |
| 89  | Tooned Out                      |
| 90  | Born To Be Mild, Part 1         |
| 91  | Born To Be Mild, Part 2         |
| 92  | Hunger Strike                   |
| 93  | D'Preciation Day                |
| 94  | Cowardly Creature               |
| 95  | Frog Wild                       |
| 96  | Air Ride-In-Style, Part 1       |
| 97  | Air Ride-In-Style, Part 2       |
| 98  | Cappy Town Down                 |
| 99  | Combat Kirby                    |
| 100 | Fright to the Finish            |